# Бонанса (Кадіс)

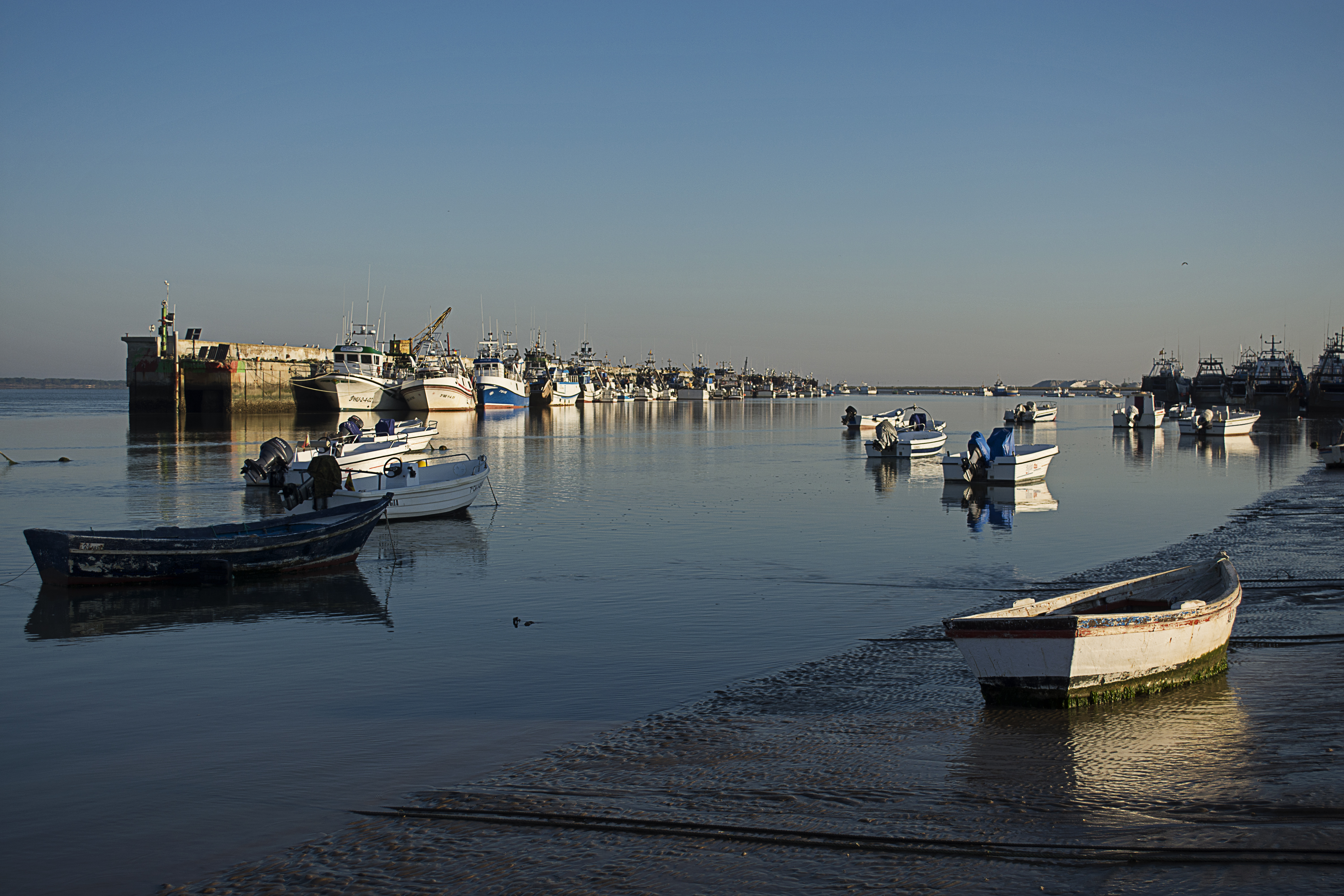
Порт Бонанса, Санлукар-де-Баррамеда

Бонанса — порт у місті Санлукар-де-Баррамеда, в провінції Кадіс в Андалусії, Іспанія.

## Фантастика
Ніл Стівенсон назвав Бонансою свій роман, четвертий з Барокового циклу, частину тому II Змішання. В цьому творі порт описаний як головна морська брама для скарбів з Нового світу до 1686 року, коли Кадіс перехопив цю роль, через збільшення вимог до осадки суден і седиментації в гирлі річки Гвадалквівір.